# Société des Voitures Électriques Système Kriéger

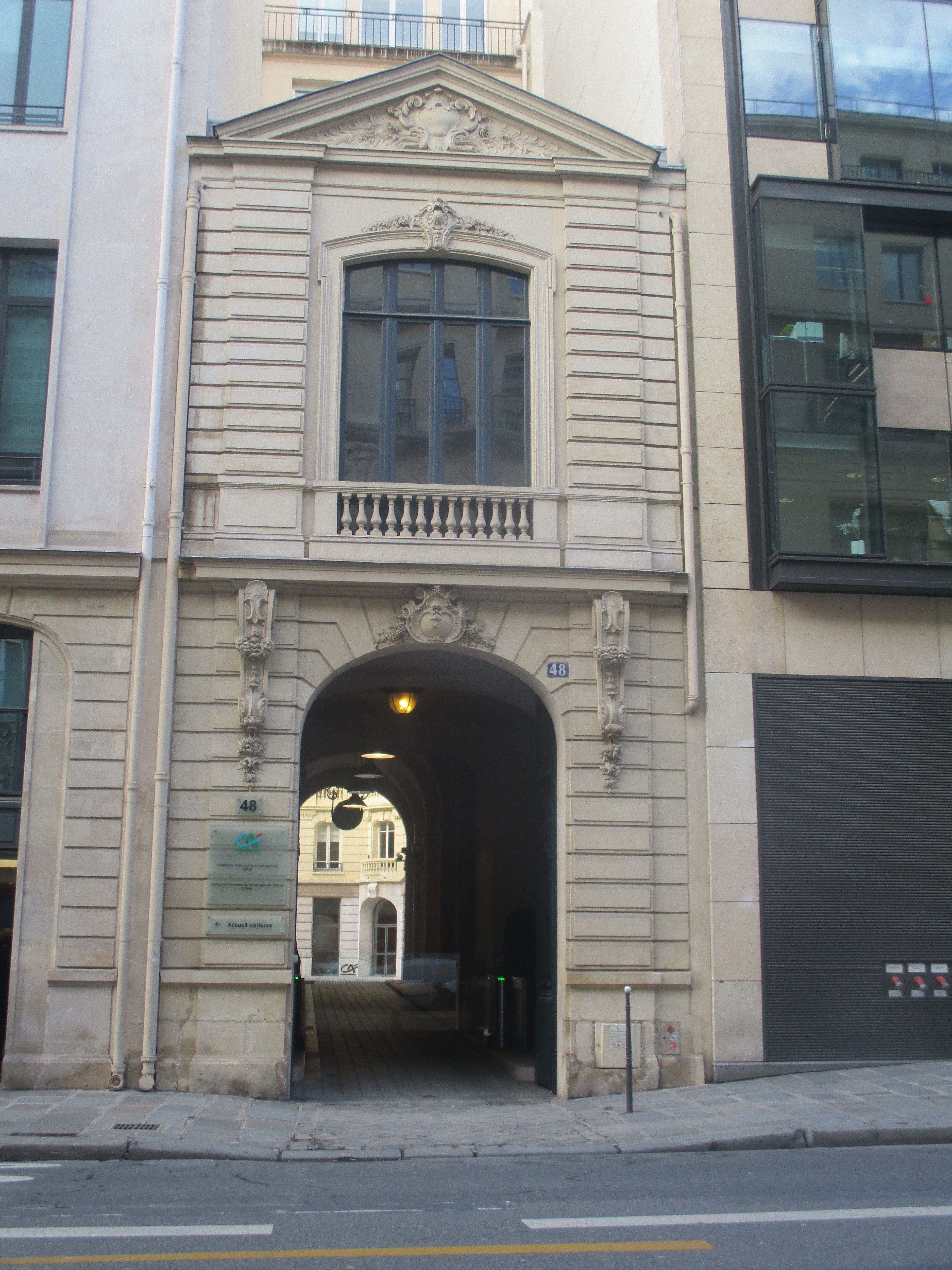
Ancien garage Kriéger, 48 rue La Boétie, à Paris.

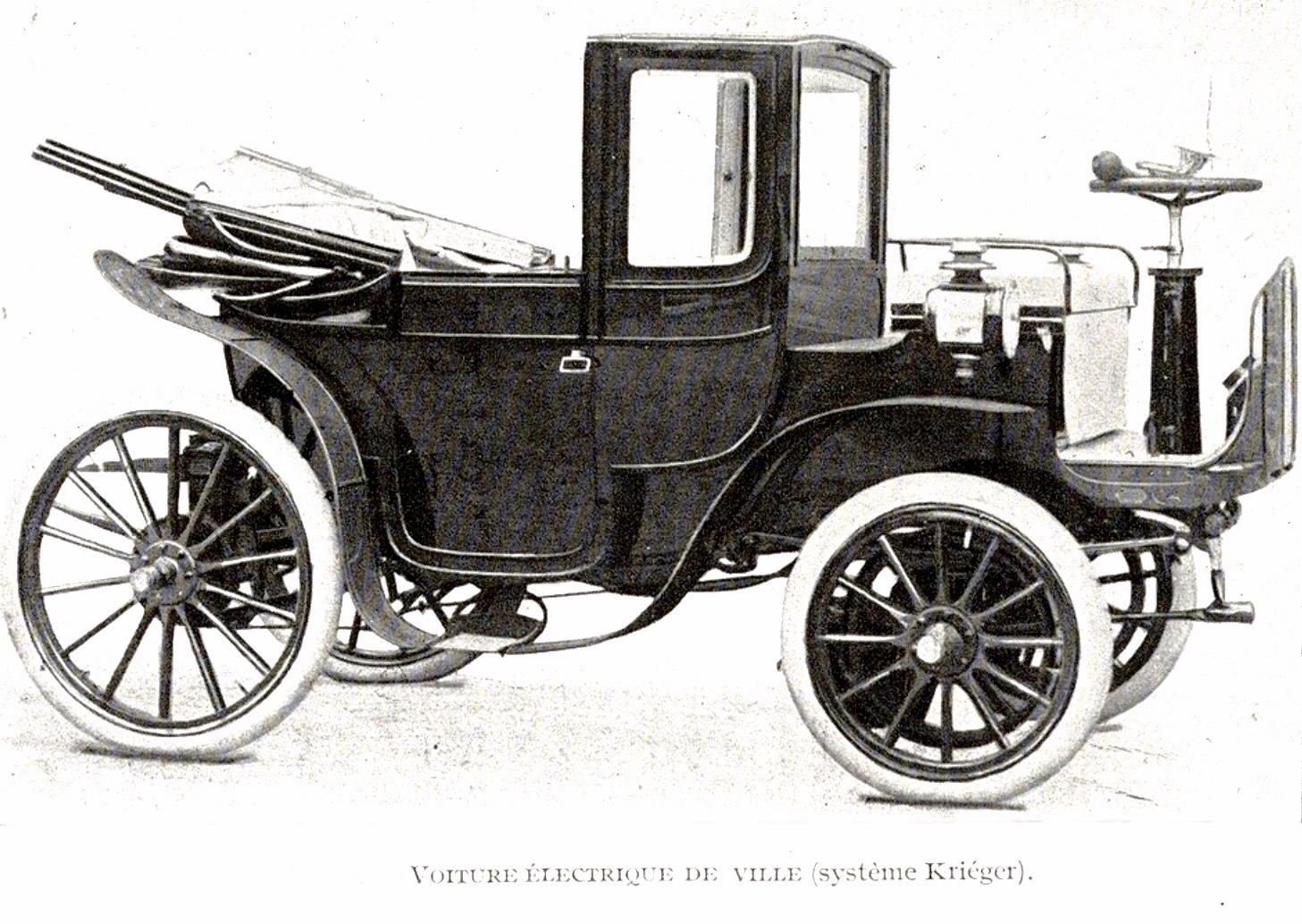
~1906 Kriéger.

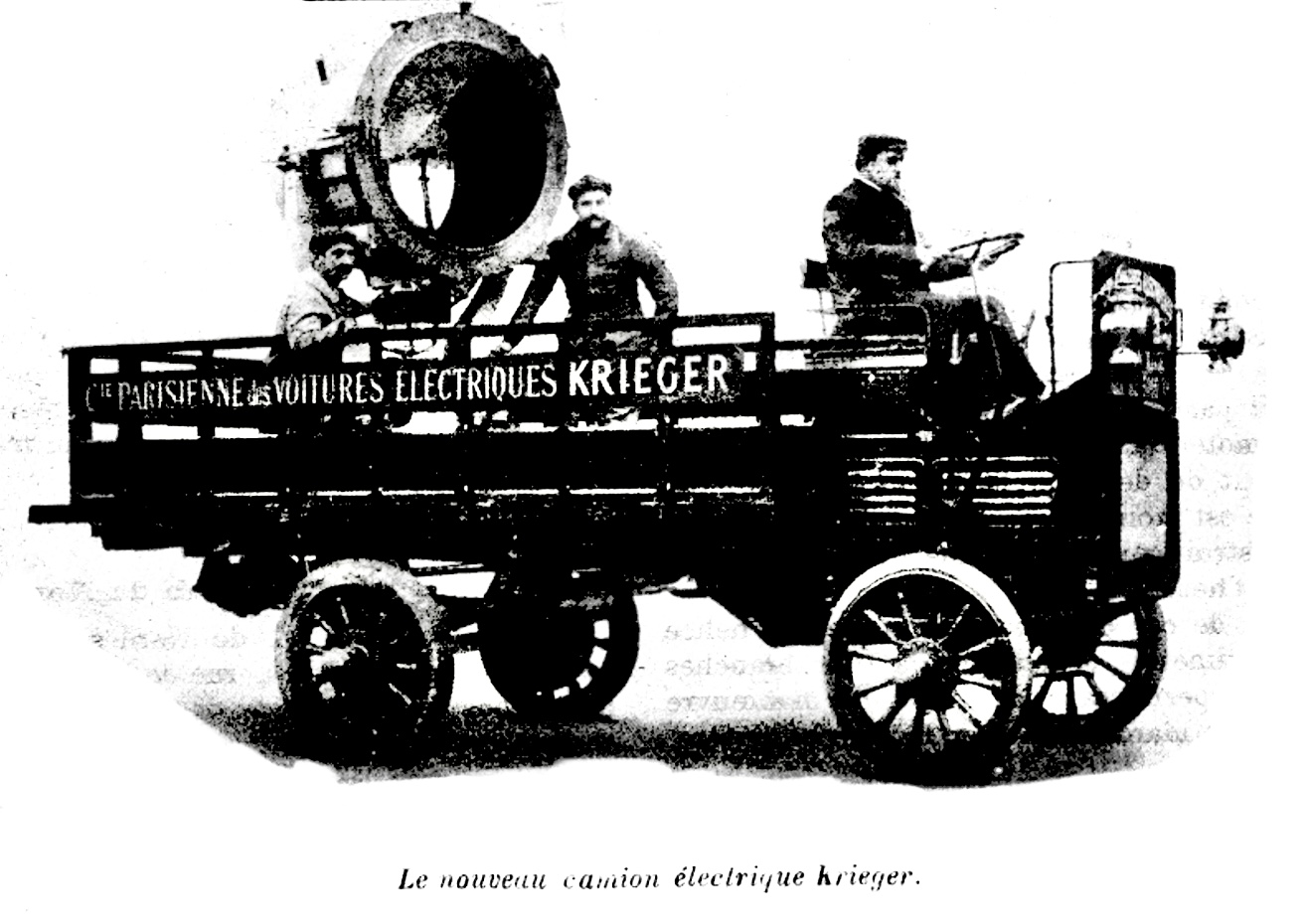
Camion Kriéger 16 CV (1905).

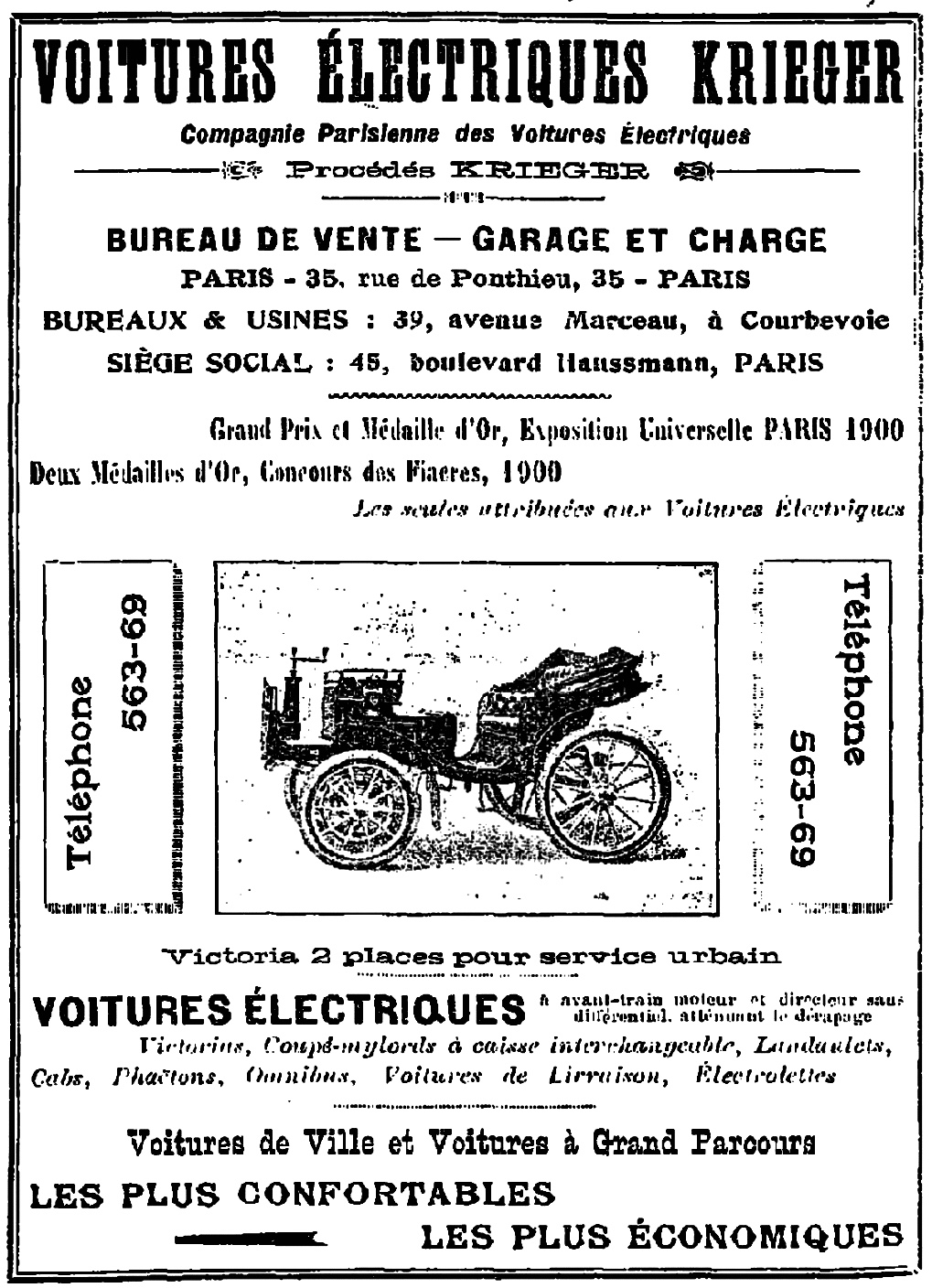
Société des Voitures Électriques Système Kriéger (1900).

En 1894, Louis Antoine Kriéger (1868-1951) de Paris, France, commence à concevoir et à construire des véhicules électriques. En 1898, lorsque l'intérêt pour les véhicules à moteur électrique s'est accru en France, Kriéger créé la Société des Voitures Électriques Système Kriéger. La Brougham, la Landaulette et l'Electrolette sont trois des modèles produits. En 1901, 43 véhicules électriques ont été produits. En 1902, il y en a eu au moins 65. Kriéger produit ou participé à l'élaboration de plusieurs véhicules de course, dont un appelé Powerful, en 1900.
L'Electrolette est un véhicule pour deux personnes. À côté de chaque roue avant se trouve un moteur électrique de 3 chevaux chacun. Le pignon sort sur le côté de la roue et s'engrène avec une grande roue dentée qui est fixée contre elle. L'engrenage et le pignon sont enfermés dans un boîtier étanche. Ainsi, chaque roue est actionnée indépendamment par son propre moteur. Les 800 livres (362,87 kg) de batteries Fulmen sont contenues dans une boîte qui est fixée dans le véhicule sous la caisse du chariot et qui est disposée de manière à pouvoir être facilement sortie par l'arrière. Kriéger affirme pouvoir parcourir au moins 65 milles (104,61 km) avec une seule charge. L'Electrolette de 1 700 livres (771,11 kg) peut atteindre une vitesse de 21 milles (33,8 km) à l'heure sur un terrain plat, ou de 12 à 15 milles (24,14 km) sur une route moyenne. Quatre blocs de batteries, chacun avec onze cellules, ont été installés dans un véhicule. Avec une tension moyenne de deux volts et demi, les quarante-quatre cellules connectées en série donnent une tension de 110 volts. 
Les automobiles Kriéger sont les premières à utiliser des freins électriques à récupération.
En 1903, Kriéger produit le premier véhicule électriques hybride ; il a une traction avant, une direction assistée et un moteur à essence qui complète le bloc de batteries.
La société Kriéger fabrique des véhicules électriques jusqu'en 1909. Il existe des preuves que Louis Antoine Kriéger a continué à concevoir et à travailler avec d'autres personnes par la suite, notamment sous le nom d'Electrolette. 